# 李纯青
李纯青（1908年—1990年5月20日），曾用名李洵青，笔名寒飞等，籍貫台湾台北，出生于福建安溪，中国政治人物，原台湾民主自治同盟副主席。

## 生平
李纯青于1928年毕业于集美师范学校，后又就读于上海大陆大学、中央政治学校。1933年毕业，出任中国民族武装自卫委员会福建闽南分会组织部部长，翌年加入中国共产党。1936年前往日本，就读于东京日本大学社会学系。抗日战争爆发后回到中国，在上海担任《大公报》日文翻译。翌年前往香港《大公报》任专栏作家。太平洋战争爆发后又前往重庆任《大公报》社评委员。抗战结束后前往台湾，主编《台湾评论》。1946年回到上海，主持《大公报》社评并主编《时代青年》。1949年前往天津，任《进步日报》副总编辑。
中华人民共和国成立后，历任上海《大公报》副总编辑，天津《大公报》副社长等职。1954年起任职于中宣部国际宣传处，同年当选台湾民主自治同盟副主席。此外，他还曾任全国人大代表、全国政协常委等。1990年在北京去世。

## 著作
- 《日本问题概论》
- 《日本春秋》
- 《反扶日论》
- 《对日和约问题》
- 《献曝》
- 《望台湾》
- 《笔耕五十年》